# Виледь (станция)
Виледь — железнодорожная станция Сольвычегодского региона Северной железной дороги. Располагается в населённом пункте Виледь Вилегодского района Архангельской области.
Находится на линии Котлас-Узловой — Микунь. На станции осуществляется движение поездов дальнего следования.
Станция основана в 1942 году при строительстве Печорской железной дороги. Название станция получила по реке Виледь, через которую проходит железнодорожный мост.

## Деятельность
Ведётся приёмка и выгрузка грузов на подъездных путях и местах необщего пользования и допускаемых к хранению на открытых площадках общего пользования. Осуществляется продажа билетов на пассажирские поезда.
Железная дорога не электрифицирована. Имеется здание железнодорожного вокзала.